# Xã Orland, Quận Lake, South Dakota
Xã Orland (tiếng Anh: Orland Township) là một xã thuộc quận Lake, tiểu bang Nam Dakota, Hoa Kỳ. Năm 2010, dân số của xã này là 93 người.